# Maia Reficco
Maia Reficco Viqueira (Boston, Massachusetts; 14 de julho de 2000), mais conhecida como Maia Reficco, é uma atriz e cantora norte-americana.

## Biografia

### 2000-2017: Primeiros anos e inícios de sua carreira artística

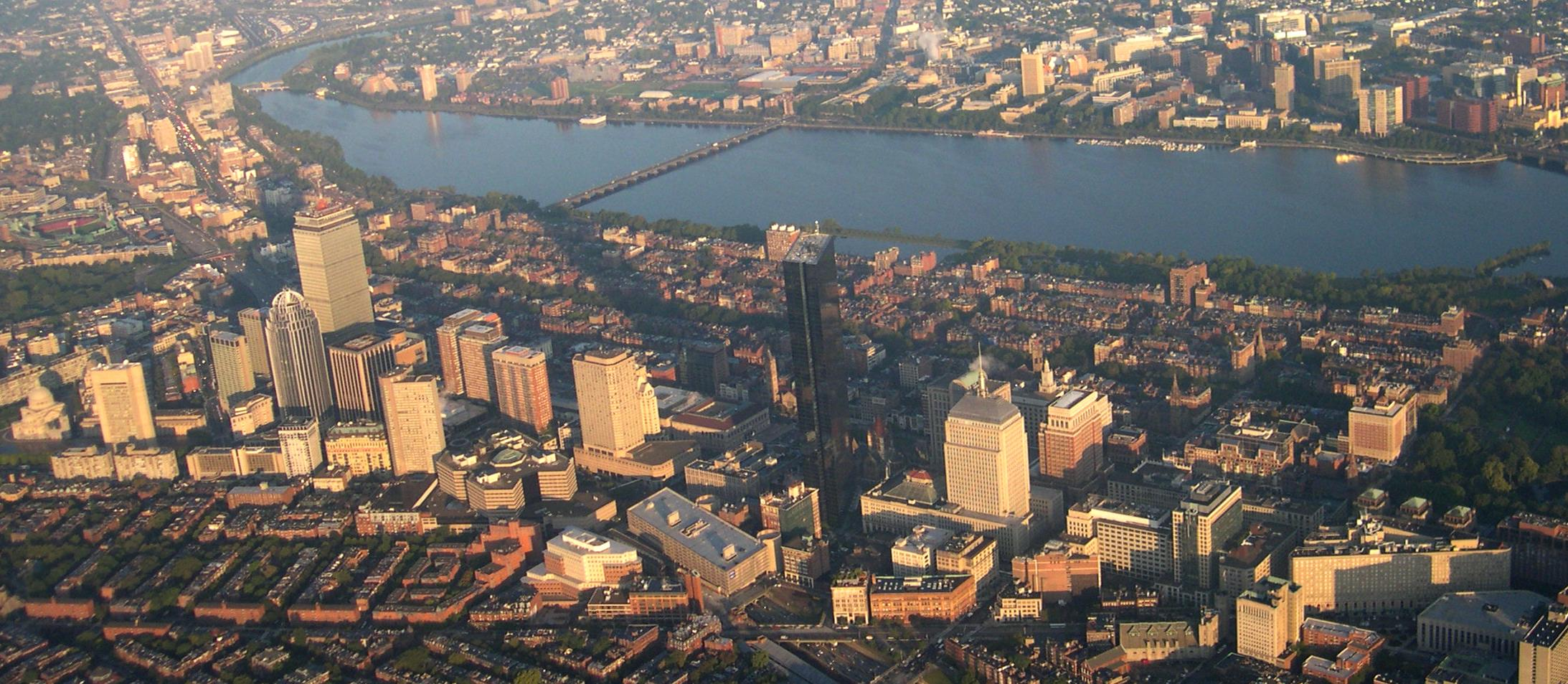
Boston, cidade natal de Maia.

Maia nasceu em 14 de julho de 2000 em Boston, Estados Unidos. Aos 6 anos mudou-se para Buenos Aires junto com a família, tem nacionalidade argentina e estadunidense. Desde pequena Maia mostrou interesse pela música, cantava e tocava guitarra e piano. Cresceu num ambiente musical, inclusive toca saxofone e o ukelele, quando era pequena costumava compor canções nos livros de botânica que sua mãe lhe comprava. É filha de Katie Viqueira e Ezequiel Reficco, tem um irmão mais novo Joaquín Reficco Viqueira quem desde pequeno também se aperfeiçoou no canto. Sua mãe é uma prestigiosa cantora e coach vocal de artistas como Chayanne, e é diretora de seu próprio Centro de Arte Vocal. Seu pai fez graduação em Harvard, agora é professor na Universidade dos Andes em Bogotá, Colômbia. Maia foi acrobata durante 11 anos. Aos 15 anos assistiu a um programa de 5 semanas em Berklee College of Music, Boston no qual se destacou, obtendo uma bolsa. Atualmente faz seu estréia como atriz na série juvenil Kally's Mashup da Nickelodeon e também se encontra trabalhando com os principais compositores e produtores, Shelly Peiken (Britney Spears, Miley Cyrus, Ed Sheeran), Jayson Zuzio (Imagine Dragons, Plain White T), Farras (Katy Perry, Dua Lipa, Luis Fonsi), dirigidos pela famosa compositora Claudia Brant, para gravar seu primeiro trabalho de estúdio EP estreando como solista.[carece de fontes?]

### 2017: Nickelodeon (Kally's Mashup)
Maia chegou ao projeto da Nickelodeon: Kally's Mashup graças ao Instagram; onde foi contactada pela produção da série devido aos covers que ela mesma fazia. Ela fez o teste com o tema Dangerous Woman da cantora Ariana Grande. Finalmente conseguiu obter o papel protagonista da série interpretando a Kally Ponce. Kally's Mashup gira em torno de Kally, uma jovem prodígio que é aceita num conservatório musical universitário. Kally sempre se dedicou à música clássica, mas sua verdadeira paixão é a música Pop. A série conta com músicas originais composta por Anders, seu colega musical por anos, Peer Astom e sua esposa Nikki Anders. Adam Anders também está a cargo da produção executiva, supervisionando toda a música da série. Reficco assinou com a empresa discográfica Deep Well Records para a música da série. Em 19 de outubro de 2017 Reficco apresentou-se pela primeira vez no Kid's Choice Awards Argentina apresentando o tema musical da série Key of Life.

## Estilo musical

### Influências e estilo musical
As influências talvez sejam o Pop e R&B, pois declara que suas maiores influências são Bruno Mars, Beyoncé e Rihanna igualmente se declara fã de Ariana Grande, Sia e Zayn. Reficco não aprecia apenas a música pop, também tem gosto pela música clássica, gosta de tocar piano e seus compositores favoritos são Mozart e Satie, inclusive na série Kally's Mashup sua personagem também se vê envolvido no gosto pela música clássica. 

## Filmografia

### Filme/Televisão
| Ano       | Título                                     | Papel       | Notas                         |
| --------- | ------------------------------------------ | ----------- | ----------------------------- |
| 2017–2019 | Kally's Mashup                             | Kally Ponce | Protagonista (série)          |
| 2019      | Club 57                                    | Kally Ponce | Participação especial (série) |
| 2019      | Sometimes i feel likes dying               | Lucy        | Protagonista (curta-metragem) |
| 2021      | Kallys Mashup: Um Aniversário Muito Kally! | Kally Ponce | Protagonista (filme)          |
| 2022-2024 | Pretty Little Liars: Original Sin          | Noa Olivar  | Protagonista (série)          |
| 2022      | Do Revenge                                 | Montana     | Elenco principal (filme)      |
| TBA       | One Fast Move                              | Camila      | Protagonista (filme)          |
| TBA       | A Cuban Girl's Guide To Tea and Tomorrow   | Lila Reyes  | Protagonista (filme)          |

### Teatro
| Ano       | Título                    | Papel           | Notas            |
| --------- | ------------------------- | --------------- | ---------------- |
| 2019      | El Espejo                 | Ella            | Elenco principal |
| 2019      | Evita                     | Young Eva       | Elenco principal |
| 2020      | Next To Normal            | Natalie goodman | Elenco principal |
| 2020-2021 | Juegos, cuál es tu límite | Susana          | Elenco principal |

## Discografia

### Singles
Lista de canções gravadas por Maia Reficco para a série Kally's Mashup
| Ano  | Título                                                | Género | Duração |
| ---- | ----------------------------------------------------- | ------ | ------- |
| 2017 | Key of Life                                           | Pop    | 3:15    |
| 2017 | Baby be Mine (ft.Alex Hoyer)                          | Pop    | 3:15    |
| 2017 | No voy a cambiar (Key of life)                        | Pop    | 3:17    |
| 2017 | Worlds Collide                                        | Pop    | 3:31    |
| 2017 | What R U Doin' Here (ft.Sara Cobo)                    | Pop    | 2:58    |
| 2017 | Love Dream (ft.Alex Hoyer)                            | Pop    | 2:30    |
| 2017 | Strong                                                | Pop    | 3:39    |
| 2017 | Made for Love                                         | Pop    | 3:37    |
| 2018 | Make It home                                          | Pop    | 3:38    |
| 2018 | Secret (ft.Saraí Meza)                                | Pop    | 3:10    |
| 2018 | Stomp (Spanglish) (junto ao elenco de Kally's Mashup) | Pop    | 3:31    |
| 2018 | I've changed                                          | Pop    | 3:52    |
| 2018 | Happy Birthday to me (ft.Sara Cobo)                   | Pop    | 3:59    |
| 2018 | Cambia (I’ve Changed)                                 | Pop    | 3:52    |

Lista de canções gravadas por Maia Reficco para o filme Kally’s Mashup: Um Aniversário tão Kally’s.
| Ano  | Título                                 | Género | Duração |
| ---- | -------------------------------------- | ------ | ------- |
| 2021 | Miss Life                              | Pop    | 2:20    |
| 2021 | Breathing Fire (ft.Johann Vera)        | Pop    | 3:13    |
| 2021 | More Than Anyone (Duet ft. Alex Hoyer) | Pop    | 3:07    |
| 2021 | Key of Life (UCMK Remix)               | Pop    | 3:16    |
| 2021 | Happy Birthday to Me (UCMK Remix)      | Pop    | 4:01    |

Lista de canções gravadas por Maia Reficco como solista.
| Ano  | Título           | Género | Duração |
| ---- | ---------------- | ------ | ------- |
| 2020 | Tuya             | Pop    | 2:16    |
| 2021 | De Ti            | Pop    | 2:40    |
| 2021 | De Ti (en vivo)  | Pop    | 2:39    |
| 2021 | Tanto Calor      | Pop    | 2:41    |
| 2022 | Rápido y Furioso | Pop    | 2:34    |

## Prêmios e Indicações
| Ano  | Prêmio                 | Categoria                 | status   |
| ---- | ---------------------- | ------------------------- | -------- |
| 2018 | Kca México 2018        | Actriz Favorita           | Indicada |
| 2018 | Meus Prêmios Nick 2018 | Artista de TV Favorito    | Venceu   |
| 2018 | Meus Prêmios Nick 2018 | Programa de TV Favorito   | Venceu   |
| 2018 | Meus Prêmios Nick 2018 | Ship do Ano               | Venceu   |
| 2018 | Meus Prêmios Nick 2018 | Programa da Nick Favorito | Venceu   |
| 2018 | Kca Argentina 2018     | Actriz Favorita           | Indicada |
| 2019 | Kca México 2019        | Actriz Favorita           | Indicado |
| 2019 | Meus Prêmios Nick 2019 | Artista de TV Feminina    | Indicado |
| 2019 | Meus Prêmios Nick 2019 | Programa da Nick Favorito | Venceu   |
| 2019 | Meus Prêmios Nick 2019 | Show do Ano               | Indicado |

- Este artigo foi inicialmente traduzido, total ou parcialmente, do artigo da Wikipédia em castelhano cujo título é «Maia Reficco», especificamente desta versão.